# Baorangia
Genre
Baorangia est un genre de champignons de la famille des Boletaceae.

## Liste des espèces
Selon MycoBank (18 novembre 2023) :
- Baorangia alexandri Svetash., Simonini & Vizzini, 2018
- Baorangia bicolor (Kuntze) G. Wu, Halling & Zhu L. Yang, 2015
- Baorangia duplicatopora N.K. Zeng, Xu Zhang & S. Jiang, 2021
- Baorangia emileorum (Barbier) Vizzini, Simonini & Gelardi, 2015
- Baorangia major Raspé & Vadthanarat, 2019
- Baorangia pseudocalopus (Hongo) G. Wu & Zhu L. Yang, 2015
- Baorangia rufomaculata (Both) Raspé & Vadthanarat, 2019

## Publication originale
- (en) Gang Wu, Kuan Zhao, Yan-Chun Li, Nian-Kai Zeng, Bang Feng, Roy E. Halling et Zhu L. Yang, « Four new genera of the fungal family Boletaceae », Fungal Diversity, Springer Science+Business Media,‎ 22 février 2015 (ISSN 1560-2745 et 1878-9129, DOI 10.1007/S13225-015-0322-0).